# Servatii-Friedhof

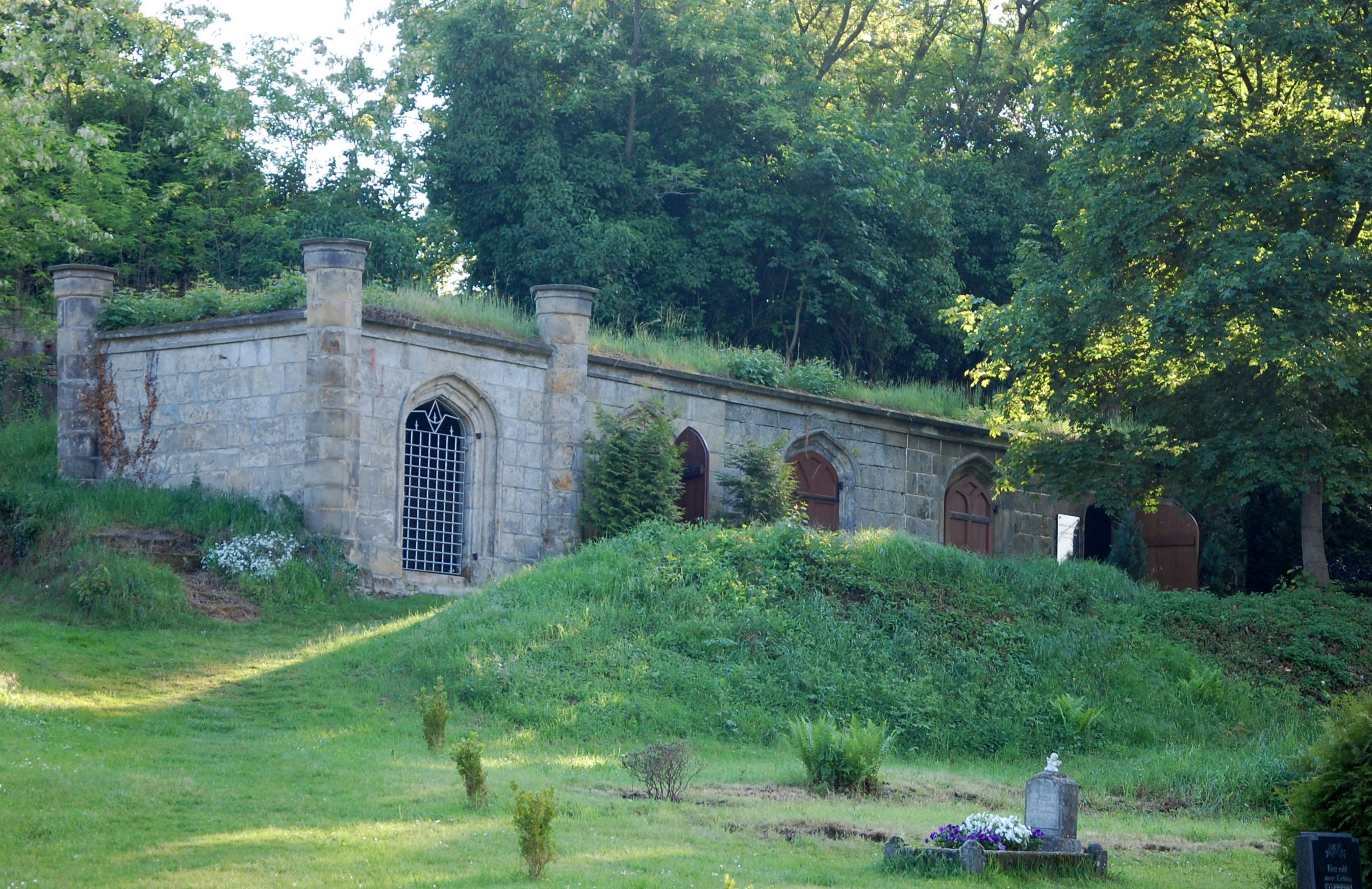
Grüfte

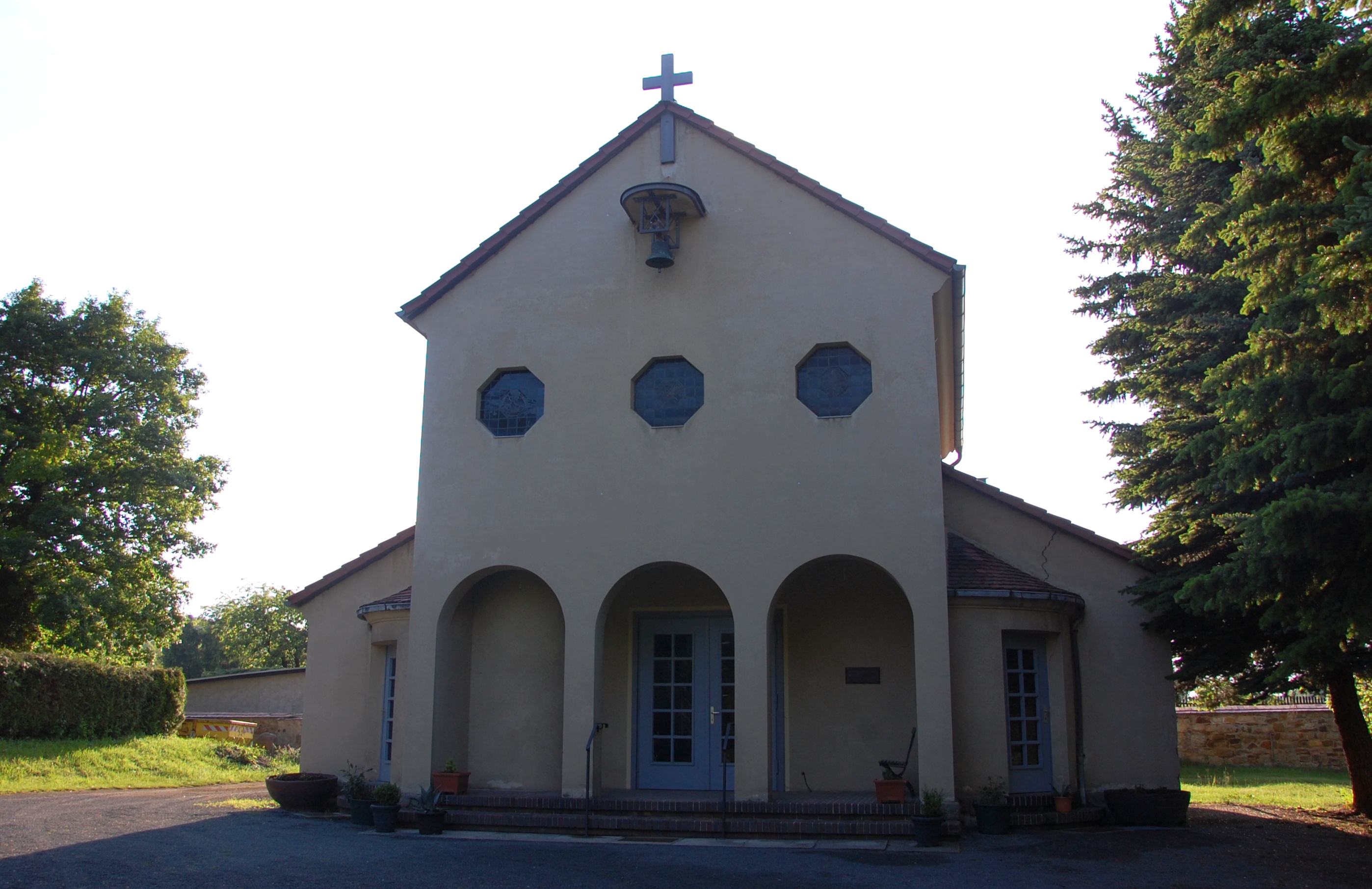
Kapelle

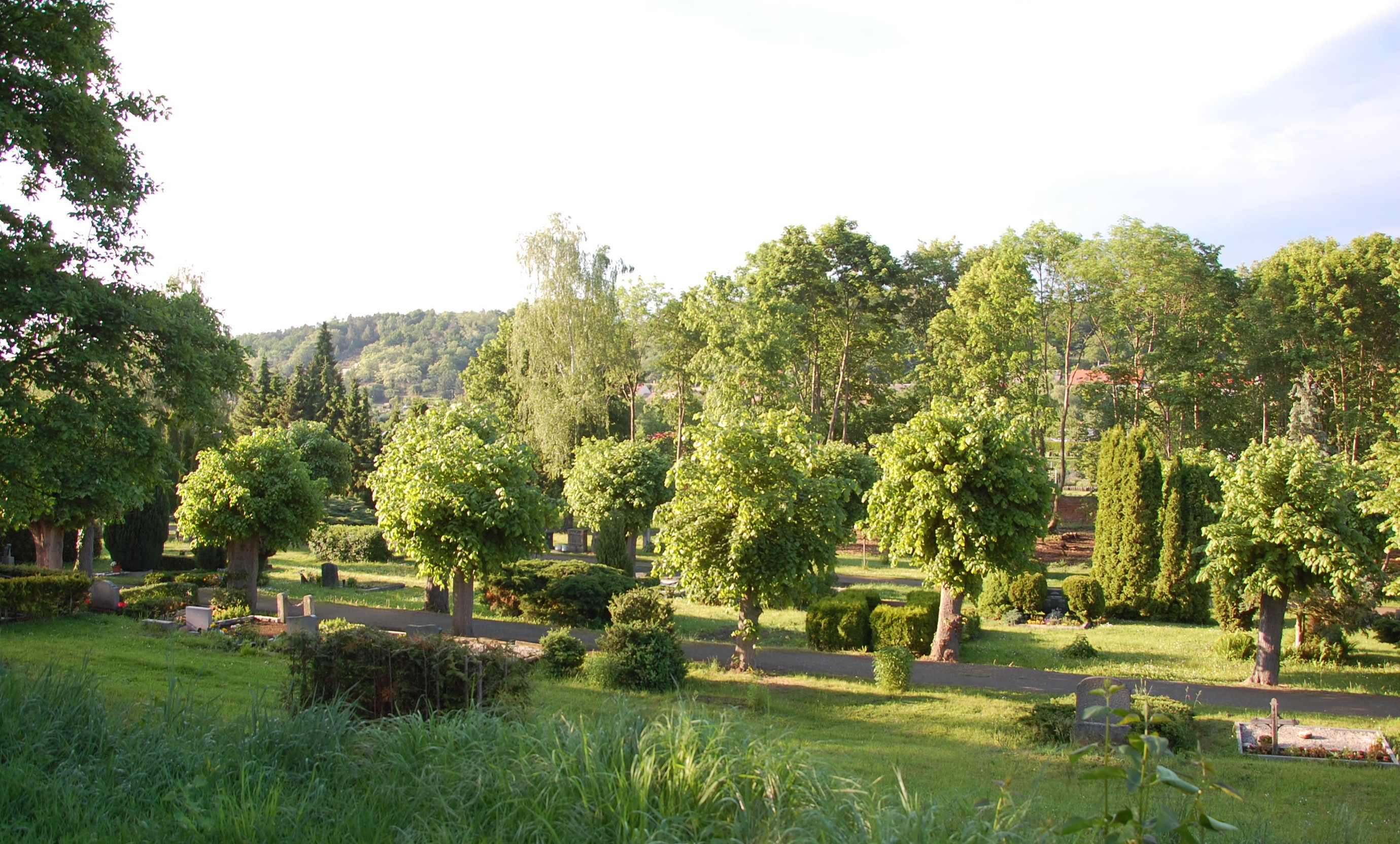
Blick über den Friedhof

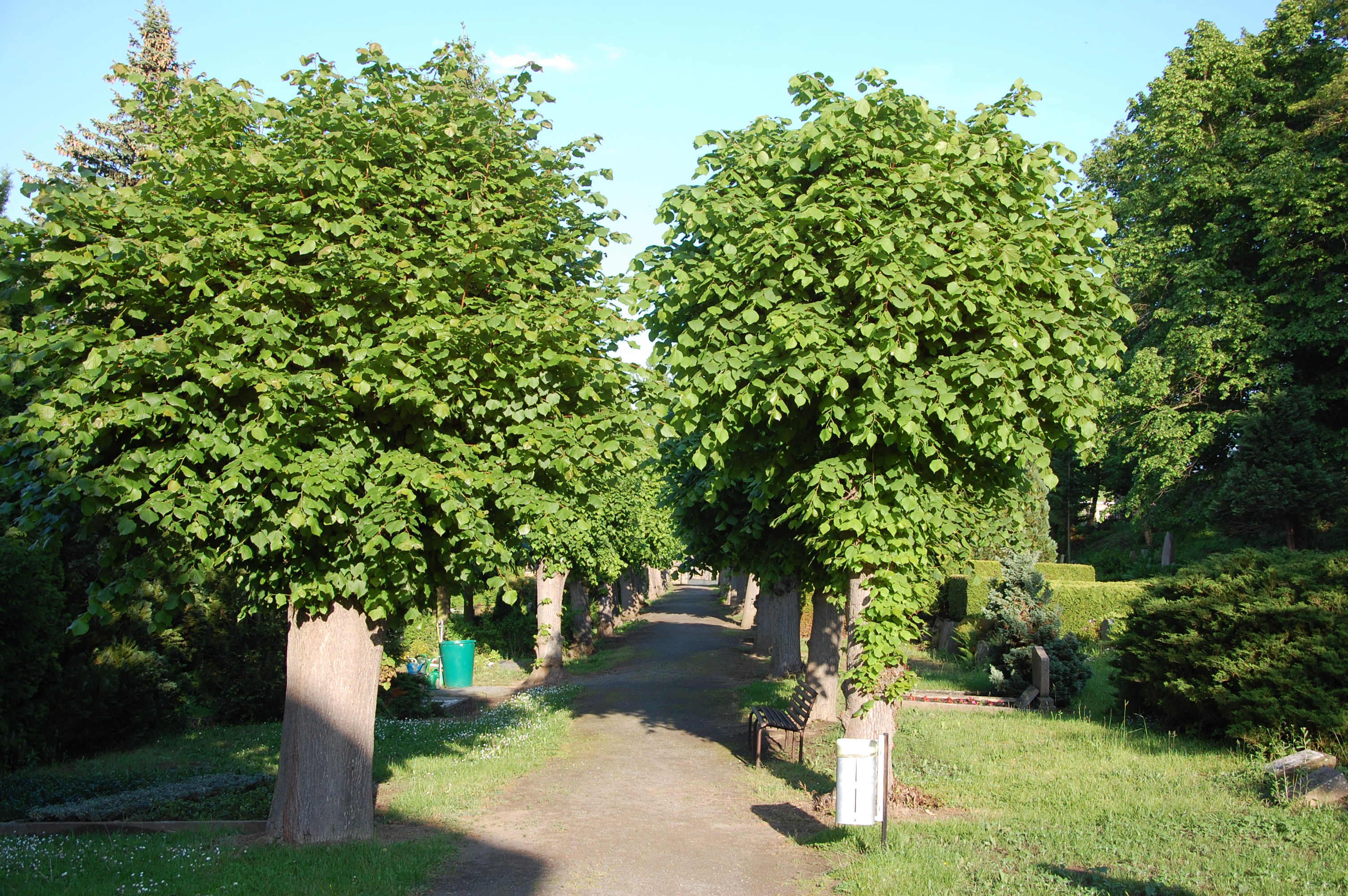
Weg

Der Servatii-Friedhof ist ein Friedhof in der Stadt Quedlinburg in Sachsen-Anhalt.

## Lage
Das Friedhofsgelände befindet sich südwestlich der historischen Quedlinburger Altstadt westlich der Wipertistraße. Der Friedhof ist im Quedlinburger Denkmalverzeichnis eingetragen.

## Architektur und Geschichte
Ursprünglich gehörte das Friedhofsgelände zum Bereich des Friedhofs des etwas weiter östlich gelegenen Wipertiklosters. Ähnlich wie der Wipertifriedhof ist der Friedhof in seinem südlichen Teil in Terrassen angelegt. Es finden sich dort in den Fels getriebene Grüfte, die auch weiterhin in Benutzung sind. Zum Teil sind die Grüfte im Stil der Neogotik gestaltet. Markant sind aufwendige Gitter und Türen. Zwei der 13 Grüfte wird als Urnengemeinschaftsgruft genutzt.
Im Westteil des Friedhofs befindet sich eine in den Jahren 1934/35 nach einem Entwurf von Herbert Puls errichtete Friedhofskapelle. Sie wurde mit von der Glasmalereianstalt Ferdinand Müller geschaffenen Bleiglasfenstern versehen. Betrieben wird der Friedhof vom Evangelischen Kirchspiel.
Seit dem Jahr 2009 besteht auf dem Friedhof ein Kindergrabfeld, auf dem auch Sternenkinder beigesetzt werden.